# Anežka Antonie Witková
Anežka Antonie Witková (2. března 1894 Hrabyně – 9. dubna 1976 Chrastava) byla česká katolická řeholnice, provinční představená řádu Milosrdné sestry Panny Marie Jeruzalémské v Opavě. V roce 1952 byla s kaplanem Jindřichem Stuchlíkem a dalšími řádovými sestrami v rámci vykonstruovaného monstrprocesu Witková a kol., prvního velkého politického procesu vedeného československým komunistickým režimem proti představitelům katolických řeholníků a řeholnic, odsouzena na 15 let vězení, nejpřísnějšímu trestu celého procesu.

## Život

### Mládí
Narodila se v Hrabyni ve Slezsku nedaleko Opavy, kam se posléze rodina přestěhovala. Anežka vystudovala měšťanskou školu a učitelský ústav. V mládí vstoupila do řádu Milosrdné sestry Panny Marie Jeruzalémské v Opavě, jehož sestry sloužily mj. jako ošetřovatelky zdejší Slezské zemské nemocnice, zřízené zde roku 1900. Přijala řádové jméno Anežka Antonie, později složila doživotní sliby a byla řádem vzdělání. Posléze se stala provinční představenou řádu.

### Po roce 1938
Po událostech spojených s podpisem Mnichovské dohody přešla Opava a okolí pod správu Německé říše. Po začátku války byl v roce 1940 byl řád zrušen, sestry mohly ve své činnosti nadále pokračovat v organizaci s názvem Podpůrný spolek svaté Alžběty milosrdných sester bývalého Německého řádu (Unterstützungsverein St. Elizabeth der Barmherzigen Schwestern des ehemaligen Deutschen Ordens). Podílely se na péči o nemocné i raněné německé vojáky po celou dobu války, i v jiných moravských a moravskoslezských městech. Při osvobozování Československa a ostravsko-opavské operace roku 1945 se podílely také pomoci vojákům ustupujícího Wehrmachtu, přičemž některé se s raněnými dostaly až na území Saska a Bavorska. Po skončení války vedl řád úspěšný soudní spor o majetek zabavený během války.

### Proces Witková a kol.
Po komunistickém převratu v únoru 1948 se katolická církev a s ní také řeholnice dostaly pod tlak režimu, který začal soustavně usilovat o rozklad církevních struktur prostřednictvím vykonstruovaných obvinění a uměle vytvořených důkazů, majících za cíl zdiskteritovat církev před veřejností a zbavit jí společenské moci a důvěry. V roce 1951 byla v klášteře uskutečněna prohlídka, při které byla zajištěna, ve skutečnosti nastrčená, vysílačka a zbraně zakopané na zahradě kláštera. Vysílačkou měly sestry komunikovat s ostatními řeholnicemi vysídlenými do zahraničí, zbraně měly pak být použity během bojů o pohraničí roku 1938 proti československým vojákům. Witková byla spolu s ostatními sestrami zatčena, odvezena do vazební věznice v Ostravě a donucena k připraveným přiznáním. V rámci připraveného monstrprocesu Witková a kol. konaného ve dnech 25. a 26. února 1952 v Opavě byla spolu s dalšími sestrami a Jindřichem Stuchlíkem obviněna z velezrady a vyzvědačství odsouzena na 15 let do vězení. Internována byla v ostravské věznici.
Propuštěna byla po osmi letech v květnu 1960 po amnestii prezidenta republiky Antonína Novotného. Odešla následně do komunity někdejších řádových sester v severočeském pohraničí, kde působila v Jiřetíně pod Jedlovou a poté v Chrastavě u Liberce.

### Úmrtí
Anežka Antonie Witková zemřela 9. dubna 1976 v Chrastavě ve věku 82 let.